# Jocelyn Moorhouse
Jocelyn Moorhouse (née le 4 septembre 1960 à Melbourne) est une autrice, réalisatrice et productrice australienne.

## Biographie
Elle passe son enfance en Nouvelle-Guinée, avant de retourner en Australie à l'âge de six ans, et s'oriente vers le cinéma à l'âge de 17 ans.
Elle a remporté la caméra d'or au Festival de Cannes pour son film Proof, qui a aussi été nommé dans de nombreux festivals.
Elle est mariée avec le réalisateur Paul John Hogan.

## Filmographie

### Réalisatrice
- 1983 :  Pavane (court-métrage)
- 1991 : Proof
- 1995 : Le Patchwork de la vie
- 1997 : Secrets (A Thousand Acres)
- 2015 : Haute Couture (The Dressmaker)

### Productrice
- 1994 : Muriel (Muriel's Wedding) réalisé par Paul John Hogan
- 2002 : Amours suspectes réalisé par Paul John Hogan
- 2012 : Mental réalisé par Paul John Hogan